# COQ10B
COQ10B (англ. Coenzyme Q10B) – білок, який кодується однойменним геном, розташованим у людей на 2-й хромосомі. Довжина поліпептидного ланцюга білка становить 238 амінокислот, а молекулярна маса — 27 071.
| 10         |  | 20         |  | 30         |  | 40         |  | 50         |
| ---------- |  | ---------- |  | ---------- |  | ---------- |  | ---------- |
| MAARTGHTAL |  | RRVVSGCRPK |  | SATAAGAQAP |  | VRNGRYLASC |  | GILMSRTLPL |
| HTSILPKEIC |  | ARTFFKITAP |  | LINKRKEYSE |  | RRILGYSMQE |  | MYDVVSGVED |
| YKHFVPWCKK |  | SDVISKRSGY |  | CKTRLEIGFP |  | PVLERYTSVV |  | TLVKPHLVKA |
| SCTDGRLFNH |  | LETIWRFSPG |  | LPGYPRTCTL |  | DFSISFEFRS |  | LLHSQLATLF |
| FDEVVKQMVA |  | AFERRACKLY |  | GPETNIPREL |  | MLHEVHHT   |  |            |

A: Аланін

C: Цистеїн

D: Аспарагінова кислота

E: Глутамінова кислота

F: Фенілаланін

G: Гліцин

H: Гістидин

I: Ізолейцин

K: Лізин

L: Лейцин

M: Метіонін

N: Аспарагін

P: Пролін

Q: Глутамін

R: Аргінін

S: Серин

T: Треонін

V: Валін

W: Триптофан

Задіяний у такому біологічному процесі, як альтернативний сплайсинг. 
Локалізований у мембрані, мітохондрії, внутрішній мембрані мітохондрії.